# Trận Aizu
Trận Aizu (tiếng Nhật: 会津戦争, "Trận Hội Tân") diễn ra ở phía Bắc Nhật Bản vào mùa thu năm 1868, và là một phần của Chiến tranh Boshin.
Aizu được biết đến với khả năng võ thuật của mình, và luôn duy trì một đội quân thường trực 5.000 người. Nó được sử dụng cho các chiến dịch an ninh ở phía Bắc đất nước, cho đến tận phía Nam đảo Sakhalin. Trong thời kỳ ngay trước, trong và sau khi Thiếu tướng Hải quân Perry đếnl, Aizu cũng hiện diện trong cuộc tuần phòng quanh vịnh Edo.
Trong thời kỳ nắm giữ địa vị daimyo đời thứ 9 của Matsudaira Katamori, phiên đã triển khai số lượng lớn quân đến Kyoto, nơi Katamori làm Kyoto Shugoshoku (Thủ hộ Kyoto). Bị phiên Chōshū căm thù, và xa lánh đồng minh của mình, phiên Satsuma, Katamori rút lui cùng với shogun Tokugawa Yoshinobu năm 1868.
Mặc dù Satsuma-Chōshū kiểm soát triều đình, sau việc Yoshinobu từ ngôi, kêu gọi trừng phạt Katamori và Aizu như "những kẻ thù của triều đình," ông bỏ nhiều công sức để cầu xin được khoan dung, cuối cùng đành bằng lòng với việc gây chiến vào cuối năm 1868, trong cuộc chiến tranh Boshin. Mặc dù quân Aizu chiến đấu như một phần của Ouetsu Reppan Domei, họ cuối cùng bị bỏ rơi (sau thất bại trong Trận đèo Bonari) bởi quân đội Mạc phủ cũ của Otori Keisuke. Aizu, nay chiến đấu đơn độc, với quân đội bị bao vây trong thành Tsuruga, thủ phủ của phiên Aizu, vào tháng 10 năm 1868. Đây là khởi đầu cho cuộc bao vây kéo dài 1 tháng trời.
Một đơn vị biệt phái của Byakkotai ("Bạch Hổ đội")- trẻ, chủ yếu ở tuổi thành niên, samurai- nổi tiếng vì đã mổ bụng tự sát (seppuku) trên núi Iimori, nhìn xuống thành. Vì khói từ khu dân cư bốc cháy, giữa họ và chính tòa thành, họ tưởng lầm là thành đã mất. Câu chuyện của họ được biết đến vì chỉ một người trong số đó tự sát không thành công: Iinuma Sadakichi.
Tàn quân của Shinsengumi, một đơn vị mà Aizu đã giám sát khi còn ở Kyoto, cũng có mặt trong trận đánh này, dưới sự chỉ huy của Saitō Hajime.
Sau một tháng vây hãm, các quan viên Aizu đồng ý đầu hàng, qua sự trung gian của người hàng xóm, phiên Yonezawa. Ít lâu sau đó, Matsudaira Katamori, con trai ông là Nobunori, và các thuộc hạ cao cấp đích thân tới trước mặt chỉ huy quân triều đình và đề nghị đầu hàng không điều kiện. Các samurai được chuyển đến trại tù binh chiến tranh, và phiên Aizu, vốn hiện diện từ giữa thế kỷ 17, nay thôi tồn tại.

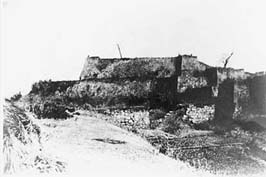
Đốt cháy thành Shirakawa-Komine, trong trận Aizu.
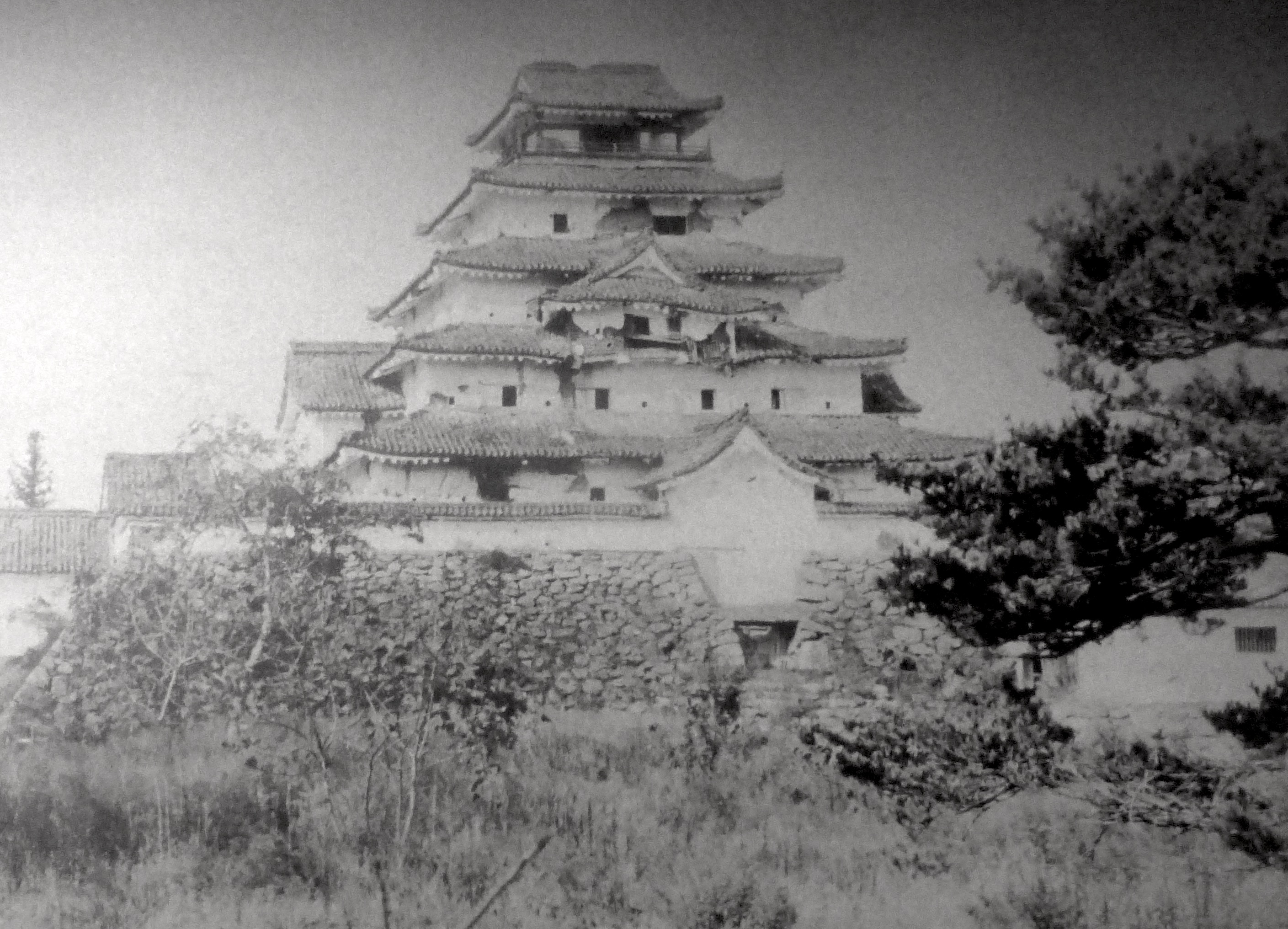
Thành Aizu-Wakamatsu điêu tàn sau trận Aizu
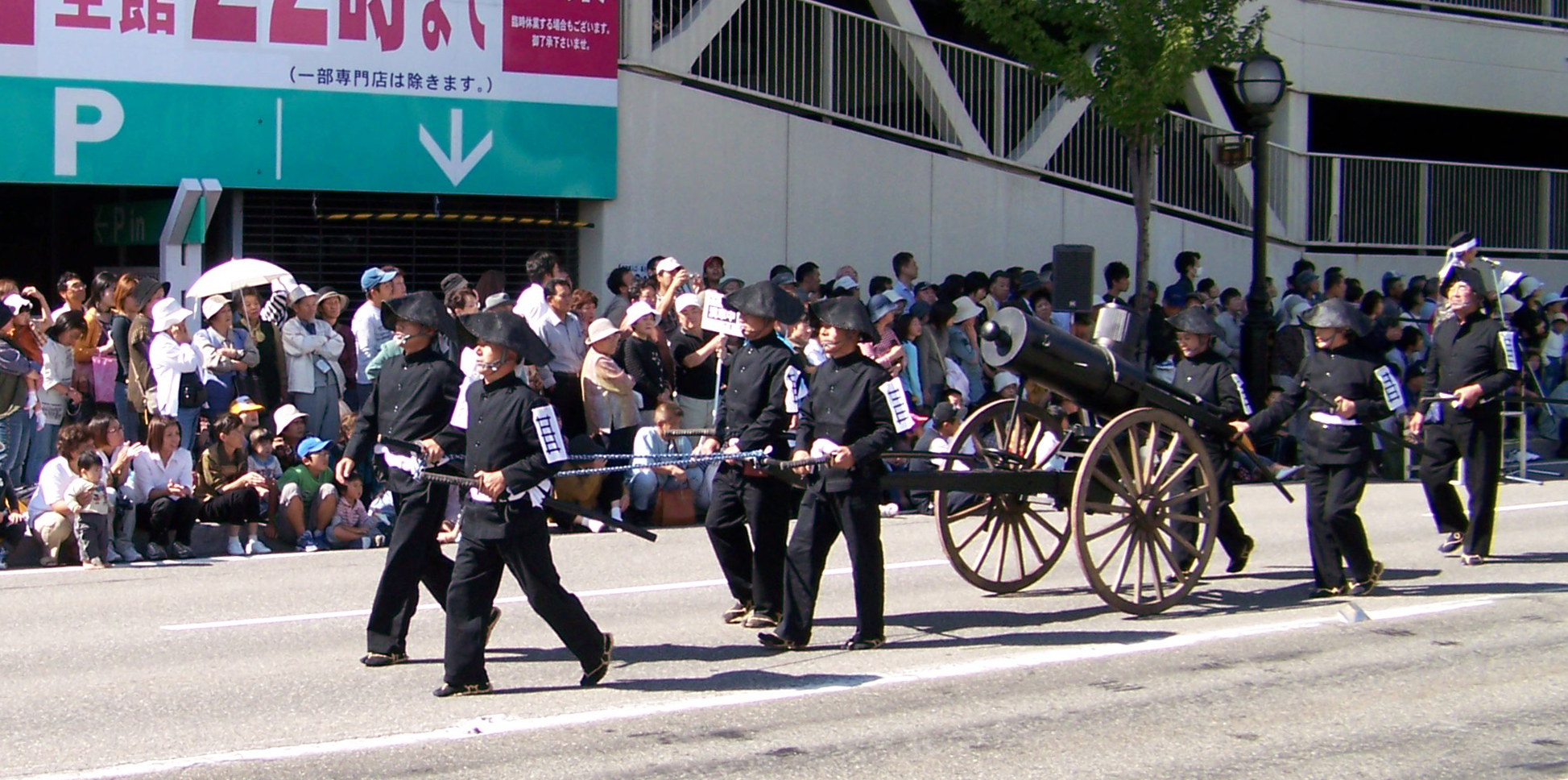
Tái hiện các pháo thủ Aizu trong cuộc chiến tranh Boshin.
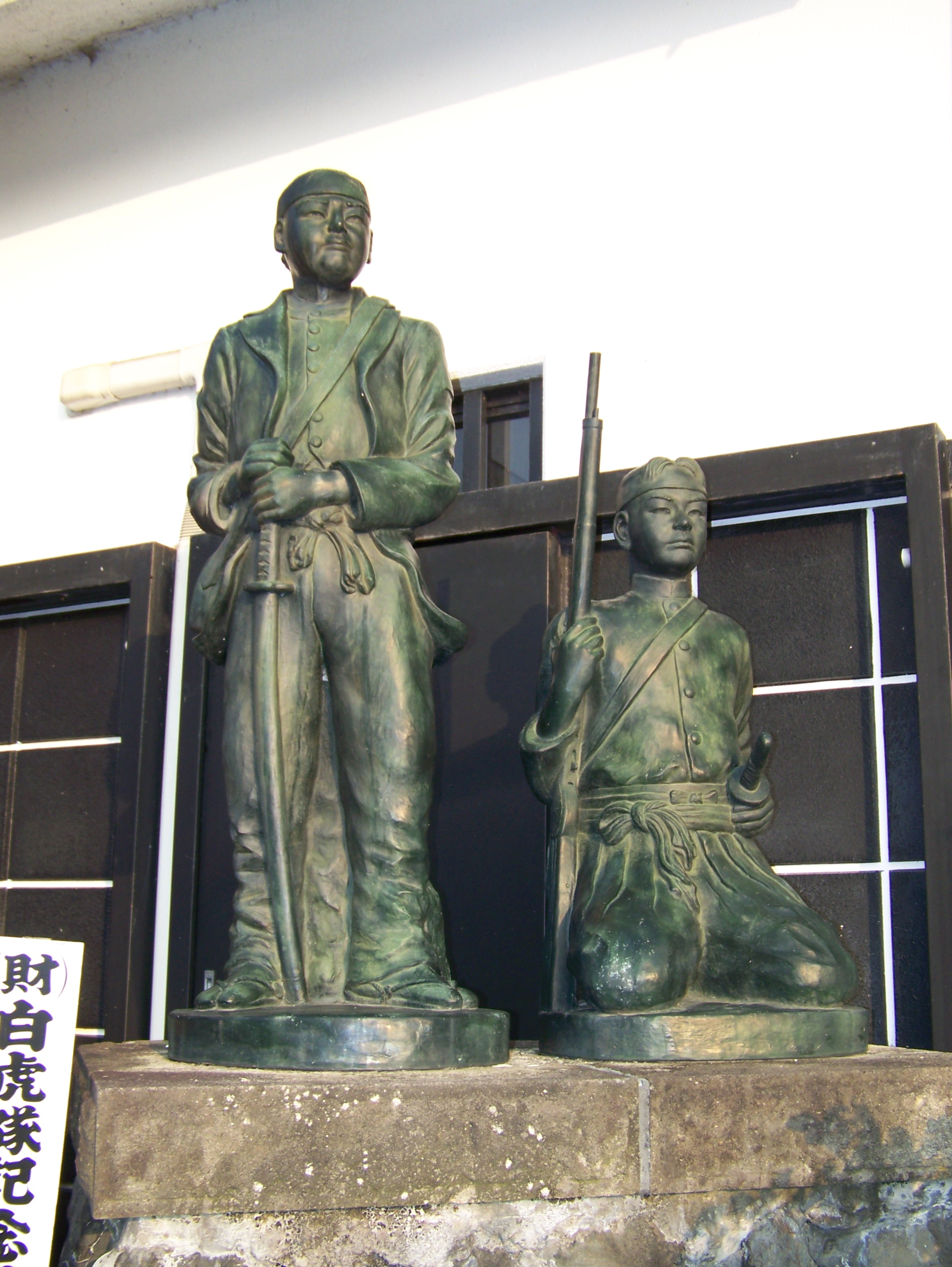
Các chiến binh Byakkotai
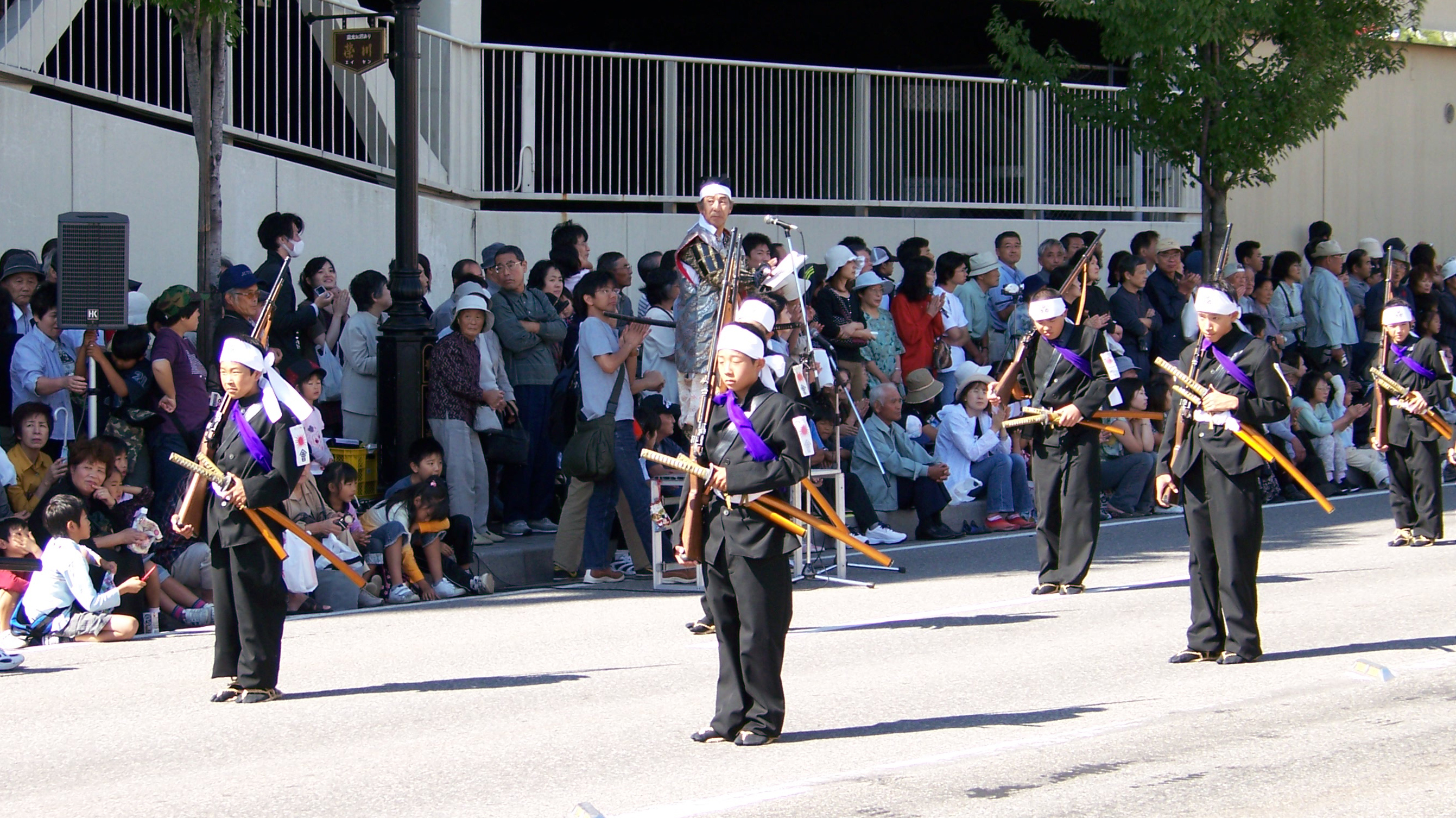
Tái hiện các chiến binh Aizu trẻ tuổi trong chiến tranh Boshin.